# 大阪市立三軒家東小学校
大阪市立三軒家東小学校（おおさかしりつ さんげんやひがし しょうがっこう）は、大阪府大阪市大正区にある公立小学校。

## 沿革
明治時代初期の学制発布に伴い、1875年に第三大学区大阪府管内第三中学区第六番小学校（西成郡第六番三軒家小学校）として、当時の西成郡三軒家村（現在の大正区三軒家地域）に創立した。のち学校制度の変遷に伴い、三軒家尋常高等小学校へと改編している。
1901年には高等科を、新設の高等科単独校・三軒家高等小学校へ分離した。これに伴い三軒家尋常小学校へと改称している。三軒家高等小学校は当初は尋常小学校敷地に併設されていたが、1901年12月3日に現在の大阪市立大正東中学校の場所に独立校舎ができて移転している。
1908年には三軒家高等小学校に尋常科を併設し、三軒家第二尋常高等小学校（廃校）へと改編した。これに伴い従来の三軒家尋常小学校は三軒家第一尋常高等小学校へと改称している。
また三軒家地域では三軒家第二校の改編に伴い、同一校区内で三軒家第一校を男子小学校・三軒家第二校を女子小学校として運営する男女別学方式をとった。1923年に男女別学をやめ、校区を分割・再編する形で両校を男女共学に変更している。
児童数が増加したため、1916年には三軒家第一・第二校の校区を分離し、男女共学の三軒家第三尋常小学校（現在の大阪市立三軒家西小学校）を増設している。
1941年には国民学校令により、三軒家第一尋常高等小学校は三軒家東国民学校へ改称している。従来「地域名称＋創立順の番号」の名称で命名されていた学校については番号での校名を廃する方針もあわせて出されたため、地域内での地理的な位置関係を示す校名が採用された。
太平洋戦争の激化により、大阪市を含む大都市の国民学校について1944年以降、3-6年生児童の学童疎開が実施されることになった。大阪市では縁故疎開を方針としたものの、縁故に頼れない児童については学校から集団疎開に参加させることにした。疎開先の府県は当時の22行政区各区ごとに割り当てられ、大正区の国民学校には徳島県への疎開が指定された。三軒家東国民学校の児童は徳島県麻植郡西尾村（現在の吉野川市）への集団疎開を実施した。
1945年3月13日深夜から3月14日未明にかけての第一次大阪大空襲では校舎全焼の被害を受け、校区にも大きな被害を受けた。戦災被害のため1946年に休校措置となり、近隣の三軒家西国民学校へ統合された。
その後地域の復興により、1958年に大阪市立三軒家東小学校として再開した。

### 年表
- 1875年7月4日 - 第三大学区大阪府管内第三中学区第六番小学校として創立。
- 1887年 - 西成郡三軒家尋常小学校と改称。
- 1897年4月1日 - 大阪市への編入に伴い、大阪市三軒家尋常高等小学校に改称。
- 1901年4月1日 - 高等科を、新設の大阪市三軒家高等小学校に分離。大阪市三軒家尋常小学校に改称。
- 1908年 - 三軒家地域で男女別学を実施。男子校となる。
- 1916年 - 従来の校区の一部を、新設の大阪市三軒家第三尋常小学校（現在の大阪市立三軒家西小学校）へ分離。
- 1923年 - 三軒家・三軒家第二の各小学校の校区を再編し、男女共学にする。
- 1941年4月1日 - 国民学校令により、大阪市三軒家東国民学校に改称。
- 1944年 - 徳島県に学童集団疎開。
- 1946年 - 戦災により休校。大阪市三軒家西国民学校（大阪市立三軒家西小学校）へ統合。
- 1958年4月1日 - 大阪市立三軒家東小学校として再開校。
- 1988年 - 大阪市教育委員会から、図画工作科の研究校に指定される（1989年度まで）。
- 1999年 - 大阪市教育委員会から、国語科の研究校に指定される（2000年度まで）。

## 通学区域
- 大阪市大正区
- 三軒家東 2丁目・4丁目・5丁目の全域。
- 三軒家東 1丁目・3丁目・6丁目のそれぞれ一部。

卒業生は大阪市立大正東中学校に進学する。

## 主な出身者
- 阪口皓亮 - プロ野球選手
- 山田雅人 - タレント、俳優

## 交通
- 大阪環状線・地下鉄長堀鶴見緑地線 大正駅 南へ約700m。
- 大阪シティバス 三軒家東4丁目バス停。